# Miękka konstrukcja z gotowaną fasolką – przeczucie wojny domowej
Miękka konstrukcja z gotowaną fasolką - przeczucie wojny domowej (fr. Construction molle avec haricots bouillis, prémonition de la guerre civile, ang. Soft Construction with Boiled Beans (Premonition of Civil War)) – obraz Salvadora Dalí namalowany w 1936 w przeczuciu tragedii, jaka nawiedziła Hiszpanię 17 lipca 1936, kiedy generał Francisco Franco zorganizował pucz wojskowy  i obalił demokratycznie wybrany rząd Frontu Ludowego.

## Opis
Dalí w sobie właściwy sposób podszedł do głęboko wstrząsającego tematu Hiszpańskiej Wojny Domowej 1936–1939. Obraz ukazuje ogromne, groteskowe ciało rozdzierające się w bolesnym grymasie. Przedstawiona na tle technikolorowego nieba w pustynnym krajobrazie północnej Hiszpanii zmutowana figura dominuje nad otoczeniem. Nieproporcjonalność zastosowanej skali wskazuje na jej funkcję symbolizującą fizyczny i emocjonalny konflikt, w który uwikłane były obie jego strony – zarówno ofiary jak i agresor. Mała postać, umieszczona  z lewej strony, stanowi osobliwy kontrast w stosunku do szalonej masy ciała, ugotowana fasola natomiast stanowić może nawiązanie do ofiar składanych przez starożytnych Katalończyków dla przebłagania bogów.
Dalí właściwie nie interesował się wojną jako taką, ale jej przeczuciem, stanowiącym inspirację dla jego dzieła.

Jako malarz paroksyzmów wnętrzności zakończyłem sześć miesięcy przed wybuchem Hiszpańskiej Wojny Domowej moje „Przeczucie ugarnirowane gotowaną fasolką”, na którym wije się ogromne ludzkie ciało z ramionami i nogami, wzajemnie splecionymi w delirium.